# دوري كرة القدم الغربي 1906–07
دوري كرة القدم الغربي 1906–07 (بالإنجليزية: 1906–07 Western Football League)‏ هو موسم من دوري كرة القدم الغربي ‏. فاز فيه وست هام يونايتد.